# Лясковский, Шломо
Шломо (Соломон) Лясковский (англ. Shlomo (Solomon) Liaskovsky) (1903, Винтертор, Швейцария — после 1982) — израильский и аргентинский архитектор, родившийся в Швейцарии.

## Биография
Шломо Лясковский родился в Швейцарии. Изучал инженерное искусство в Техникуме Винтертора (англ. Techniqum of Wintertor), Швейцария. Работал в Брюсселе, Париже и Цюрихе.
В 1932 году переехал в Палестину и начал работать в качестве партнера в фирме инженера Якоба Оренштейна (англ. Jacob Orenstein), с которым они стали соавторами крупного здания «Бейт Полищук» на углу улиц Алленби и Нахлат Биньямин Тель-Авиве.
В 1937 году уехал в Аргентину, где работал по 1979 год. В 1982 закрыл свою фирму.